# Neill Collins
Neill William Collins (né le 2 septembre 1983 à Troon) est un footballeur écossais jouant au poste de défenseur central reconverti entraîneur.

## Biographie
Il arrive à Leeds sous forme de prêt au cours de la seconde partie de saison 2009-2010 avant d'être transféré définitivement pour la saison suivante.
Le 31 janvier 2011, il signe un contrat de deux ans et demi en faveur Sheffield United.
Le 26 mars 2015 il est prêté à Port Vale.

## Palmarès
Avec Sunderland, il remporte le titre de Championship en 2005 avant de participer modestement à la seconde place de Sheffield United la saison suivante puis d'obtenir un second titre à ce niveau en 2009 avec les Wolverhampton Wanderers. Il est vice-champion de troisième division en 2010 lorsqu'il évolue en prêt à Leeds United.